# 敦賀トンネル温泉
敦賀トンネル温泉（つるがトンネルおんせん）は、福井県敦賀市にある温泉の名称である。

## 泉質
- 単純硫黄泉
  - 源泉温度25℃
  - 涌出量毎分700リットル
  - pH9.9のアルカリ性
  - 飲泉可能

## 温泉街
現在、宿泊を伴う入浴の場合は北国グランドホテルがある。入浴だけなら敦賀きらめき温泉リラ・ポートを利用することができる。なお、かつては国民宿舎敦賀荘でも温泉に浸かることができたがこちらは閉鎖された。

## 歴史
1957年に着工した北陸トンネルの掘削工事中、1960年に湧出した。北陸トンネルの工事が始まる以前は、北陸トンネルの真上に位置する新保地区において湧き出ていたが、工事後水脈が変わったことで枯れてしまい新保地区からは出なくなったと言われている。現在、温泉は敦賀市の管理下にある。
敦賀きらめき温泉リラ・ポートは2020年から2022年にかけて、休業していた。

## アクセス
- 鉄道：北陸本線・北陸新幹線・小浜線・ハピラインふくい線 敦賀駅からバスで約20分。
- 自動車：北陸自動車道敦賀インターチェンジから国道8号敦賀バイパス経由で5分。